# Fil du bois

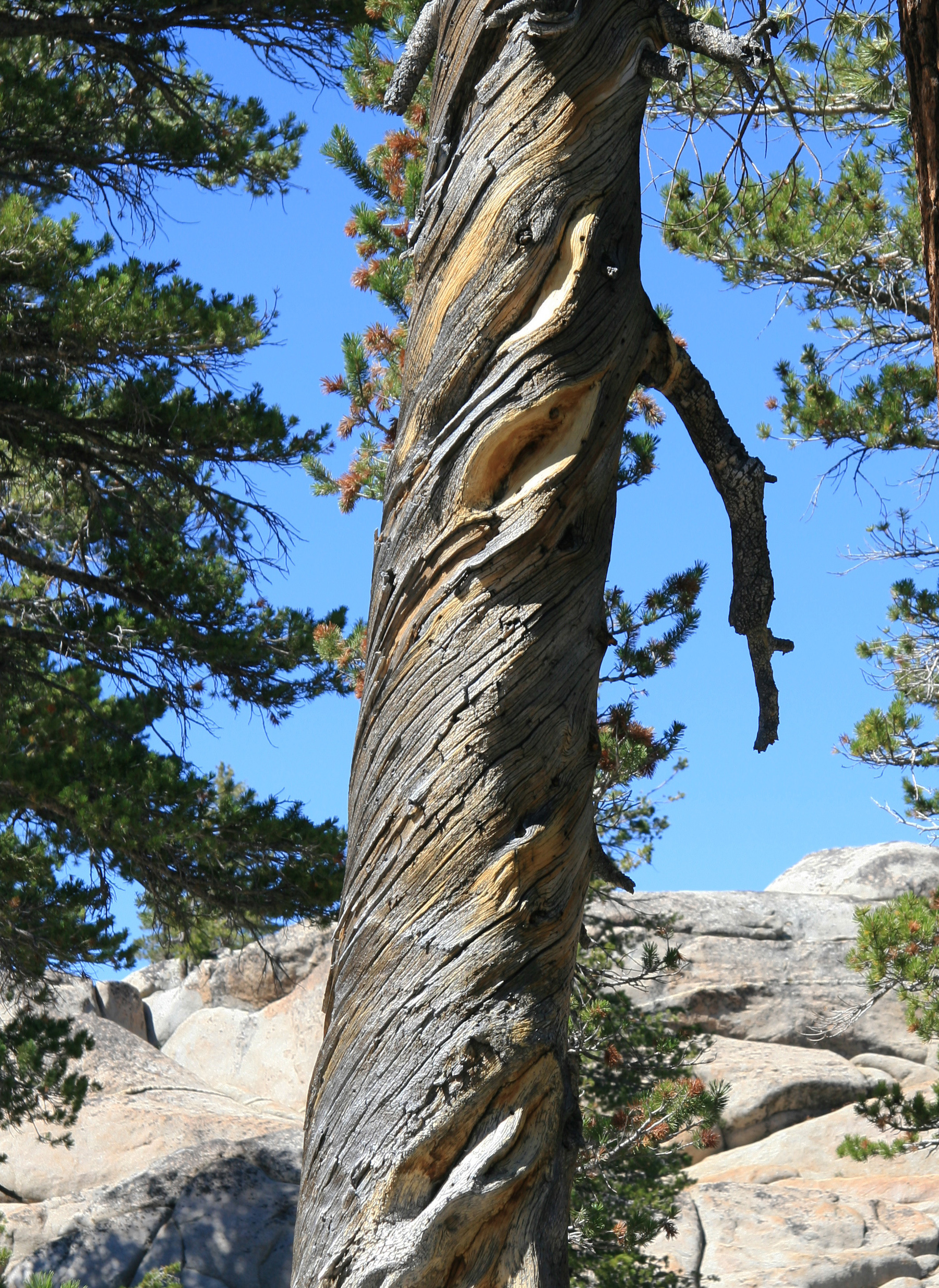
Le tronc d’un Pin tordu travaillé par le temps, présentant un fil extrêmement spiralé.

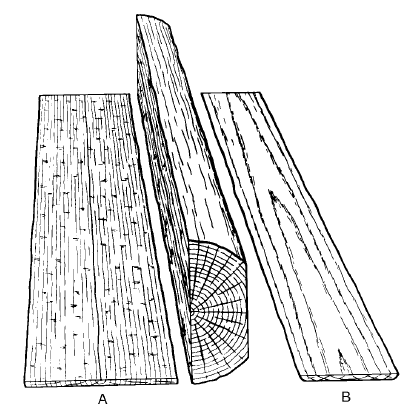
A — débité sur quartier ; B — débité sur dosse.

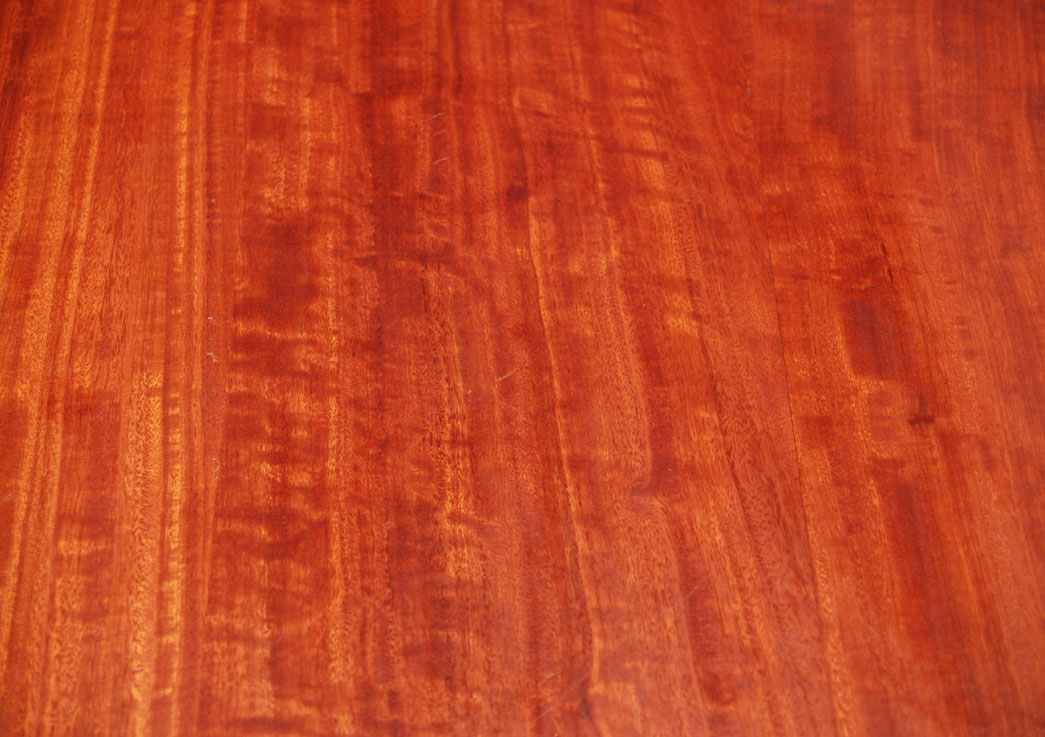
Figure typique d'une table de gomme rouge.

Le fil du bois, ou grain du bois, désigne le sens de ses fibres, et détermine lorsqu’il est coupé le « bois de fil » (dans lequel la longueur des fibres est conservé), et le « bois de bout » (dans lequel les fibres sont tranchées).
Le bois de fil ou fil en long (en anglais long grain) exprime la disposition longitudinale des fibres du bois, et l'apparence qui en résulte, qui peut être aussi exprimée par les termes « grain », « texture » ou « figure ».

## Notions
Le fil du bois désigne la direction générale des fibres et autres éléments axiaux du bois, soit par rapport à l'axe de l'arbre, soit par rapport au grand axe d'une pièce usinée.
Parlant d'un arbre, on dit qu'il est de droit fil lorsque les fibres du bois sont approximativement parallèles à l'axe de la tige ; parlant d'une pièce de bois débité, elle est de droit fil lorsque ses quatre faces ont été sciées sensiblement parallèlement au fil, à fil tranché lorsque le fil forme un angle avec le plan du pli; un bois tranché a des fils obliques qui coupent la pièce et la rendent peu propre à résister à la charge.
On parle de « fil tors » ou de « fibre torse » lorsque les fibres sont disposées en hélice par rapport à l'axe de l'arbre, en restant parallèles entre elles, lorsque les fibres suivent dans leur ensemble un trajet torsadé autour de l'axe de la tige ou de la branche d'un arbre,. Ce phénomène est fréquent dans les bois tempérés, plus rare dans les bois tropicaux.
On parle de « fil contrefilé » lorsque les éléments du bois sont alternativement inclinés en sens différents. Le fil peut être ondulé, irrégulier, frisé, ondé en dos de violon, moiré, etc.

### Grain, texture
Dans certaines circonstances le mot « grain » est employé, qui exprime plus volontiers l'aspect général d'un bois débité, son caractère structural qui se révèle à l'œil ou au toucher, ou d'après la réaction vis-à-vis des outils tranchants, selon la distribution et la dimension des divers éléments et tissus qui le constituent. Notamment, si les éléments conducteurs sont très petits, le bois est dit à grain fin ; s'ils sont distincts à l'œil nu, le bois est dit à grain grossier. À une variabilité notable des dimensions des éléments du bois correspond un grain hétérogène ; dans le cas contraire, le grain est dit homogène. Il peut également désigner des anomalies du bois, soit naturelles (bois figurés : bois ronceux ou madré), soit dues à l'usinage ; avoir le même sens que « texture » et correspondre alors à l'anglais grain.
Le terme anglais « grain » exprime à la fois le fils du bois et le motif en résultant. Il correspond selon les cas, au français « fil » ou « fibre » dans un sens technologique, par exemple « sciage, tranchage ou coupe dans le fil », ou au contraire « sciage, tranchage, ou coupe en travers du fil », end grain (bois de bout).
Le terme « texture » est aussi employé, qui décrit la qualité structurale que dégage un revêtement (le terme anglais « texture » peut se traduire en français selon le cas, soit par grain, soit par texture, soit par largeur de cerne. Principalement déterminé par la distribution et la taille relative ou absolue des divers éléments et tissus). Les éléments relativement grands ou, dans certains cas – notamment les conifères –, des cernes de croissance larges pour les espèces concernées donnent une texture grossière (ou grain grossier, si les éléments conducteurs sont distincts à l'œil nu, coarse texture), inversement, une texture fine (bois à cernes minces, fine texture) ; une variation considérable de la taille des éléments ou un contraste distinct entre le bois initial (partie d'un cerne dont le bois est le moins dense, à cellules plus grosses et le premier formé, bois de printemps, early wood) et le bois final (bois d'été ou bois d'automne, partie d'un cerne dont le bois est le plus dense, à cellules plus petites, et le dernier formé, late wood), donnent une texture hétérogène (uneven texture), inversement une texture homogène (even texture).

## Aspects physiques
L’aspect physique le plus important du bois de fil dans le travail du bois est peut-être la direction ou la pente du fil.
Les deux catégories de base du fil sont droit et tranché. Le droit fil  définit toute direction ou plan voisins de ceux où se trouvent les éléments axiaux du bois (si cette direction ou ce plan passent exactement par les éléments axiaux du bois, ce qui ne peut arriver que pour de courtes longueurs, ils sont dits exactement dans le fil). Le fil tranché (fil qui diverge notablement de l'axe longitudinal d'une pièce débitée et émerge obliquement sur une face ou une rive) s'écarte de l'axe longitudinal de deux manières : tors (torse au féminin) ou en diagonale. La quantité de déviation s'appelle la pente du grain (slope of the grain).
En décrivant l’application d’une technique de travail du bois sur une pièce de bois donnée, on peut indiquer la direction :
- dans le fil ou droit fil (with the grain, facile, donne un résultat net)[4] ;
- contre le fil (lourd, donne un résultat médiocre tel que déchiquetage ou déchirure) ;
- en travers du fil (formant un angle d'environ 90 degrés avec les éléments axiaux du bois. Si l'angle est de 90 degrés, le plan et la direction sont perpendiculaires (fil debout ou bois de bout)[16];
- bois de bout (perpendiculaire au fil).

Le fil doit être pris en compte lors de l'assemblage de pièces de bois ou de la conception de structures en bois. Par exemple, une portée sous contrainte est moins susceptible de défaillir si la contrainte est appliquée dans le sens du fil plutôt qu'en travers. Le fil influera également sur le type de déformation visible dans l'article fini.
En décrivant le fil du bois dans l'arbre, une distinction peut être faite de cette manière :
- droit - fil rectiligne qui va dans une seule direction, parallèle à l'axe de l'arbre ;
- spiralé - fil spiralé autour de l'axe de l'arbre ;
- grain entrelacé - fil qui spirale autour de l'axe de l'arbre, mais inverse sa direction pendant certaines périodes d'années, ce qui entraîne une alternance de directions du fil en spirale.

## Esthétique
Dans son sens esthétique le plus simple, le fil du bois, ou figure, désigne les régions alternées de bois relativement plus sombres et plus claires résultant des différents paramètres de croissance intervenant à différentes saisons (c.-à-d. les anneaux de croissance) sur un morceau de bois coupé ou fendu.
Différentes causes, champignons, loupes, stress, nœuds, fils particuliers et autres, produisent la figure du bois (en). Leur rareté favorise souvent la valeur de la matière première et du travail fini dont elle fait partie. Elles comprennent : 

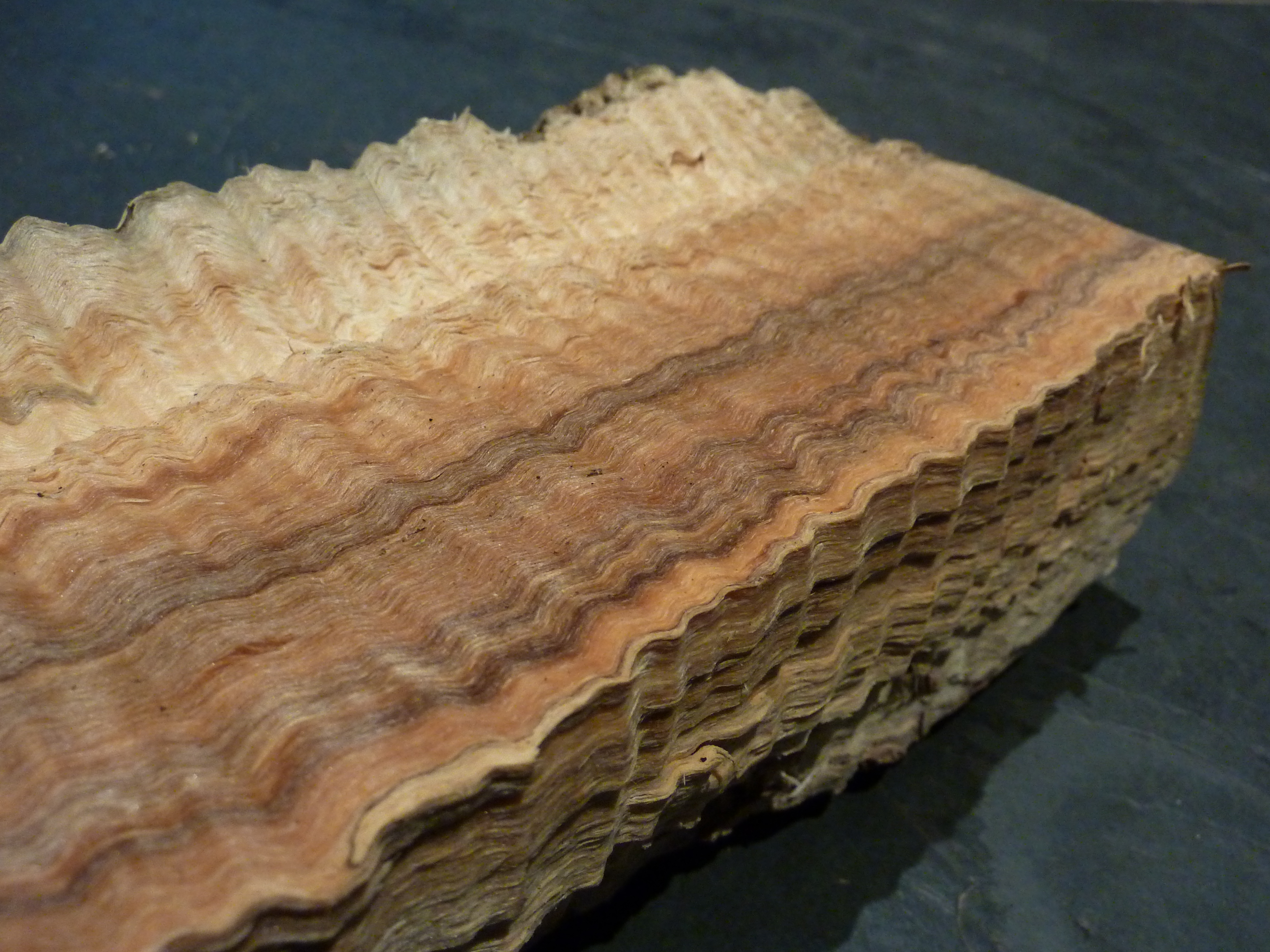
Bois fendu montrant un fil sinueux. La longueur d'onde des boucles est de 6 à 7 mm, la polarisation est circonférentielle par rapport à l'arbre. La surface fendue dans le plan radial à droite est donc très ondulée.

- bois moucheté ou bois piqué, dont la surface est régulièrement parsemée de petits nœuds[18] très rapprochés formant des petites dépressions coniques de dimensions à peu près égales dans le fil[19] (bird's eye wood ou bird's eye figure);
- ouatiné (quilted);
- moiré, frisé ou ondé en dos de violon (fiddleback);
- fil sinueux, ronce[20], ronceux (curly);
- madré, etc.

La manière dont un morceau de bois a été scié affecte à la fois son apparence et ses propriétés physiques:
- débit en plat ou débit sur dosse[21] (en anglais flat-grain, flat-sawn, slab-sawn, plain sawn, bastard-sawn[22], sawn "through and through")
- débit sur maille, débit sur quartier (en anglais edge grain, quarter-sawn, rift-sawn, straight-grained);
- bois de bout (en anglais, end grain, le figure du bois vu quand il est coupé à travers les cernes de croissance).

Le sciage dans le sens du fil s’appelle « sciage en long ». Le sciage perpendiculaire au fil du bois s’appelle « sciage en travers ».
Strictement parlant, en français (comme en anglais) en le fil (grain) n'est pas toujours identique à la figure de bois.
Il y a des fils irréguliers dans le broussin ou de ronce, mais cela résulte de la présence de très nombreux nœuds.

## Aspect structurel

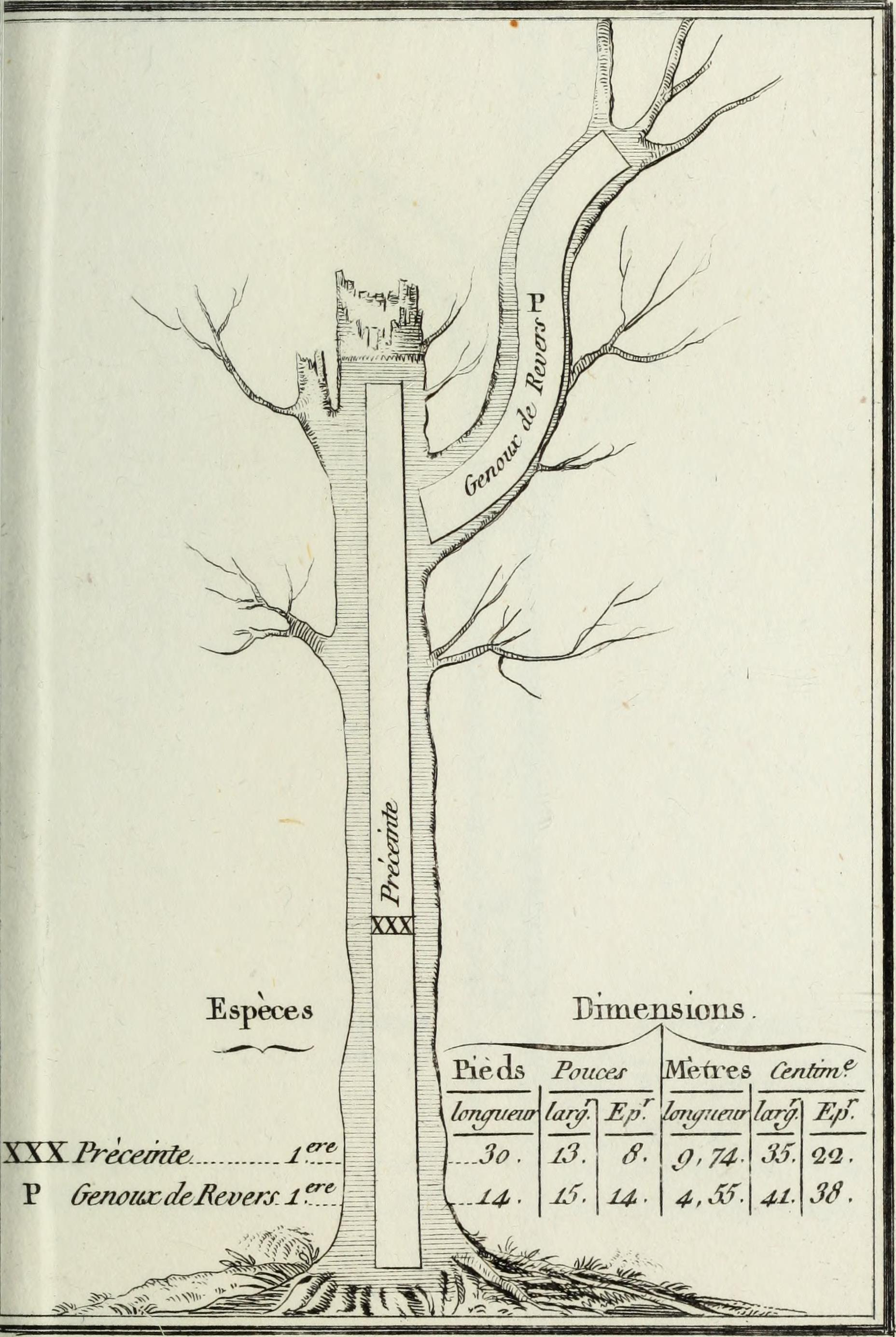
Louis Joseph Marie Achille Goujon. Des bois propres aux constructions navales, manuel à l'usage des agents forestiers et maritimes. 1807

Le bois étant un matériau anisotrope, sa résistance varie considérablement selon la direction de la force appliquée, c'est-à-dire parallèle, radiale ou tangentielle au fil du bois. Le bois est le plus résistant lorsque sollicité dans la direction du fil, en traction ou en compression. On a profité de cette propriété dans les poteaux en bois employés « bois debout » et dans la construction de marine, où la forme tout en courbe de la coque conditionne l'orientation des lignes de force : on a recherché les bois dans lesquels le fil du bois est naturellement courbe, les bois tors – appelés « genou », « courbe », « courbant » ou « bois courbant », « courbaton » – les plus aptes à reprendre les charges. On tire traditionnellement les courbes de la tête des arbres : la plus forte branche, et d'autre part le corps de l'arbre forment courbe. Les bois droit de fil est un bois de « futaie » ou de « haute futaie ».